# Мазох-café
Мазох-café — ресторан мережі концептуальних авторських ресторанів «!FEST», розташований на вулиці Сербській, 7, у центральній частині Львова, навпроти будинку, де жив майбутній письменник-новеліст і доктор права Леопольд фон Захер-Мазох. Мазох-cafe відтворює камерну атмосферу у стилі творів Леопольда фон Захер-Мазоха, на стінах цитати та предмети, які пов'язані із мазохізмом, двері до ресторану виконані у вигляді замкової шпарини, яка символізує вуайєризм.
Перед входом до закладу споруджено перший у світі пам'ятник письменнику Леопольду фон Захер-Мазоху (Скульптор — Володимир Цісарик. Висота пам'ятника — 170 см, виконаний з бронзи). Особливістю пам'ятника є кишеня у штанах з правого боку, на дні якої містяться латунні чоловічі геніталії, які можна намацати, якщо засунути руку в кишеню, вважається, що це приносить щастя.
Особливості кухні: їжа з афродизіаками, індивідуальні екстремальні коктейлі, атракційне обслуговування, тематичні атрибути та сувеніри. Мазох-cafe бере участь у культурному та туристичному житті Львова, тут проводяться тематичні акції та презентації книг.
28 листопада 2019 року відбулося відкриття Мазох-готелю та оновленого Мазох-кафе. На першому поверху будинку № 7 по вулиці Сербській — Мазох-кафе та сувенірна крамниця, а вище (з 2-го до 5-го поверху) — власне готель, у якому є можливість попередньо забронювати номери.